# Simonetta Di Pippo
Pour les articles homonymes, voir Pippo.
Simonetta Di Pippo (née en 1959 à Rome) est une astrophysicienne italienne, directrice du Bureau des affaires spatiales des Nations unies (ou UNOOSA). Elle a été Directrice des vols habités à l'Agence spatiale européenne (ESA) de mai 2008 à mars 2011.
Conseillère spéciale auprès du directeur général de l'ESA entre avril 2011 et mai 2012, Simonetta Di Pippo est actuellement Responsable de l'Observatoire pour la Politique Spatiale Européenne de l'Agence spatiale italienne (ASI) à Bruxelles. Depuis juin 2009, elle est présidente et cofondatrice de l'Association internationale Women in Aerospace Europe, basée aux Pays-Bas.
Officier de l'ordre du mérite de la République Italienne depuis 2006, l'Union Astronomique Internationale a donné son nom ("dipippo") à l’astéroïde 21887 en reconnaissance de sa contribution à l'exploration spatiale en 2008. En mai 2013, la St. John University (Vinovo, Turin) lui a conféré le doctorat Honoris Causa en Environmental studies.

## Biographie
Diplômée en physique, orientation astrophysique et physique spatiale auprès de l'Université La Sapienza de Rome, Simonetta Di Pippo rejoint en 1986 le Plan spatial italien, devenu en 1988 l'Agence spatiale italienne.
Tout au long de sa carrière, elle a suivi d'importants programmes internationaux: depuis 1989, elle a été le délégué de l'Italie à l'Agence spatiale européenne (ESA) pour la station spatiale internationale; expert européen pour le programme international de la NASA pour l'exploration de Mars; elle a collaboré à la préparation du Programme Aurora pour l'exploration robotique et humaine du système solaire.
En 2001, elle a été nommée responsable pour l'ASI de la coordination de la mission Marco Polo. D'octobre 2002 à mai 2008, elle a assumé la responsabilité du secteur Observation de l'Univers de l'ASI. Du 1er juillet 2005 jusqu'au 15 avril 2008 elle a été Présidente du Conseil Directeur des programmes pour les vols habités, la microgravité et l'exploration de l'ESA, tandis qu'en 2007 elle a été responsable de la mission de l'astronaute italien Paolo Nespoli à bord du vol de la navette STS-120.
Directrice des vols habités à l'Agence spatiale européenne de mai 2008 à mars 2011 et successivement Conseillère spéciale du Directeur Général de l'ESA jusqu'au mois de mai 2012, Simonetta Di Pippo est actuellement Responsable de l'Observatoire pour la Politique Spatiale Européenne de l'Agence spatiale italienne (ASI) à Bruxelles. Le 10 mai 2013, la St. John University (Vinovo, Turin) lui a conféré le doctorat Honoris Causa en Environmental studies.
Depuis le mois d'avril 2013 elle fait partie du Global Board Ready Women, la liste des potentielles top managers rédigé par les Business School européennes dans le cadre de l'initiative Women On Boards. Élue académicienne de l'International Academy of Astronautics (IAA) en juillet 2013, elle conduit l'étude "Public/Private Human Access to Space" pour le compte de l'IAA depuis juillet 2012. Cette étude vise à analyser au niveau global la possibilité de développement du marché des vols habités commerciaux.
En mars 2014, elle a été nommée directrice du Bureau des affaires spatiales des Nations unies, en poste à Vienne.

## Prix et distinctions
- Nommée officier de l'ordre du Mérite de la République italienne par le président italien Carlo Azeglio Ciampi[5] (2006) ;
- Prix International Sebetia-Ter - Médaille d'argent du président de la République (Prix professeur ingénieur Luigi Napolitano) pour sa contribution au secteur spatial (2010)[6] ;
- L'astéroïde 21887 a été nommé dipippo par l'Union astronomique internationale, en reconnaissance à son engagement en faveur de l'exploration spatiale (2008)[7] ;
- Titre de "visionnaire de l'espace" décerné par la Société internationale des visionnaires de l'espace (2007) ;
- Prix international San Valentino d'Oro en reconnaissance de "l'engagement, le professionnalisme et l'amour de son travail" (2011)[8] ;
- Prix International Profilo Donna, XXIIe édition (novembre 2011) [9];
- Prix spécial « Espace à la santé » dans le cadre du Prix international "Le Tecnovisionarie" 2010[10];
- Prix Donna XIII - Les femmes de l'année conféré par le XIIIe arrondissement de la municipalité de Rome (2005) ;
- Plusieurs Team Achievement Awards de l'ESA et la NASA obtenus pendant sa carrière.
- Prix G.B. Lacchini, conféré par la UAI (Unione Astrofili Italiani) à des scientifiques de premier niveau qui se sont distingués dans la divulgations de la culture astronomique (2012)[11];
- Women in Aerospace Leadership Award en réconnaissance du rôle de grande inspiratrice de l'exploration spatiale, manager avec de grandes capacités pour les projets spatiaux complexes et leader pour les jeunes femmes dans le secteur aérospatial (2012)[12].
- (21887) Dipippo, astéroïde.

## Diffusion
Simonetta Di Pippo est l'auteur du livre Astronauti et elle a collaboré à la rédaction du chapitre sur la planétologie pour l'Encyclopédie Treccani. Elle est également l'auteur de nombreuses publications scientifiques (environ 60) et aussi de nombreux rapports techniques, de propositions scientifiques et d'accords de coopération internationale (environ 50). Elle a publié des articles dans des journaux et magazines, nationaux et internationaux. Ses activités d'enseignement sont nombreuses auprès du Space Policy Institute de l'Université George Washington, dont elle est professeure invitée, et de la Libera Università Internazionale degli Studi Sociali (LUISS) à Rome. Présence continue dans les émissions de radio et de télévision (plus de 600 pièces collectées et qui lui sont dédiées à la radio, la télévision et dans la presse). Elle participe souvent en tant que membre de comités scientifiques de congrès, conférences et ateliers, principalement internationaux. Elle collabore depuis plusieurs années à des festivals internationaux scientifiques (Gênes, Rome, Pérouse). En 2006 et 2008, a également été membre du jury du prix BepiColombo. Elle a soutenu, pendant plusieurs années en tant que membre du comité d'honneur, la régate "HandyCup", épreuve de voile de solidarité organisée sous le haut patronage du Président de la République. Sa biographie a été incluse dans le livre "Merito al femminile - Talenti di donne tra lavoro e vita privata" (Mérite au féminin - Talents de femmes entre travail et vie privée), réalisé en juin 2010 et promu par le Ministère du Travail, de la santé et des affaires sociales-Bureau de la Conseillère nationale pour l'égalité, le Ministère de l'égalité des chances et l'Union des industriels (Uir) et des entreprises de Rome, Comité Stratégique Uir féminin pluriel.
Invitée parmi les intervenants au TEDxBologna II, elle est actuellement membre du Comité Scientifique. Elle est autrice d'un blog sur LaStampa.it, au sein de la rubrique en ligne TuttoGreen appelée SpazioGreen.

## Œuvres
- Astronauti, Mursia, 2002
- Dai ghiacci della Terra ai ghiacci dell'Universo, Di Martino, Di Pippo et al., Erga Edizioni, 2007